# Premi Stalin
El Premi Stalin era un honor estatal Unió Soviètica, creat per Ióssif Stalin el 20 de desembre de 1939, a fi d'honorar les grans fites creatives en la ciència, l'enginyeria, els coneixements militars, la literatura i l'art soviètics.
El 1966, després de la desestalinització, es convertí en el Premi Estatal de l'URSS, i se sol·licità als guardonats la devolució de les seves medalles, a fi de canviar-les per les del Premi Estatal de l'URSS.
No s'ha de confondre amb el Premi Lenin.

## Concessió del premi
El Consell de Comissaris del Poble va establir dues ordenances per a la concessió del Premi:
- el 20 de desembre de 1939, en commemoració del 60è aniversari de Stalin, es decidí crear el Premi Stalin, dotat amb 100.000 rubles, per una tasca destacada en els camps de:[1]

1. les ciències físiques i matemàtiques
2. les ciències tècniques
3. les ciències químiques
4. les ciències biològiques
5. les ciències agrícoles
6. les ciències mèdiques
7. la filosofia
8. l'economia
9. la història i la filologia
10. la jurisprudència
11. la música
12. la pintura
13. l'escultura
14. el teatre
15. el cinema.

- l'1 de febrer de 1940 es decidí ampliar les categories, atorgant-lo també en la tasca destacada en el camp de la literatura, amb les especificacions de la poesia, la prosa, el teatre i la crítica literària.[2]

El nombre de premis va modificar-se diverses vegades durant els anys. A més dels premis ja existents, el 1949 va establir-se el Premi Internacional Stalin per la Lluita per la Pau entre els Pobles.

## Guardonats amb el Premi Stalin en ciència i enginyeria per any
L'enginyer aeronàutic Serguei Iliuxin va ser qui va rebre més Premis Stalin, amb un total de 7. Amb sis guardons estan els directors de cinema Ivan Piriev i Iuli Raizman, el director de documentals Ilià Kopalin, l'actor i director Nikolai Okhlopkov, el poeta i escriptor Konstantín Símonov, el compositor Serguei Prokófiev, l'actor Nikolai Bogoliúbov i els enginyers aeronàutics Aleksandr Iàkovlev, Artiom Mikoian i Mikhaïl Gurévitx
Nota: Aquesta llista no està completa.

### 1941
- Abram Alikhànov: física
- Aleksandr Braunstein: bioquímica
- Nikolai Burdenko: neurocirurgia
- Mikhaïl Gurévitx: enginyeria aeronàutica
- Serguei Iliuxin: enginyeria aeronàutica
- Aleksandr Khintxin: matemàtiques
- Andrei Kolmogórov: matemàtiques
- Semion Làvotxkin: enginyeria aeronàutica
- Mikhaïl Lóguinov: disseny d'artilleria
- Trofim Lissenko: biologia
- Dmitri Maksútov: òptica astronòmica
- Vladímir Óbrutxev: geologia
- Ievgueni Paton: soldadura elèctrica
- Nikolai Polikàrpov: enginyeria aeronàutica
- Nikolai Semiónov: física química
- Serguei Sóbolev: matemàtiques
- Aleksei Sxússev: arquitectura
- Aleksandr Iàkovlev: enginyeria aeronàutica
- Ivan Vinogràdov: matemàtiques
- Semion Volfkóvitx: química
- Nikolai Ponomariov: òptica astronòmica

### 1942
- Aleksandr Danílovitx Aleksàndrov: matemàtiques
- Nikolai Àstrov: enginyer de tancs
- Ivan Grave: artilleria, per la seva obra "Balística de l'espai semitancat"
- Serguei Iliuixin: enginyeria aeronàutica
- Mstislav Kéldix: matemàtiques
- Issaak Kikoin: física
- Mikhaïl Koixkin: enginyer de tancs
- Leonid Mandelstam: física
- Serguei Rubinstein: psicologia
- Aleksandr Xmuk: bioquímica
- Aleksandr Vixnevski: cirurgià
- Aleksandr Iàkovlev: enginyeria aeronàutica
- Nikolai Zelinski treballà la química orgànica
- Ivan Bardin[3]
- Ivan Plótnikov: inventor del cuir artificial kirza
- Ígor Kurtxàtov: físic (primer grau; amb un grup de l'Institut Ioffe)[4]

### 1943
- Nikolai Àstrov: enginyer de tancs
- Zinaïda Iermólieva: microbiòloga
- Serguei Iliuixin: enginyeria aeronàutica
- Ivan Knuniants: química
- Feodossi Krassovski: astronomia
- Semion Làvotxkin: enginyeria aeronàutica
- Nikolai Polikàrpov: enginyeria aeronàutica
- Serguei Vavílov: física
- Vladímir Vernadski: mineralogia i geoquímica
- Iàkov Zeldóvitx: 2n grau, física - pels seus treballs sobre combustió i detonació
- Mustafà Toptxibàixev: cirurgià general

### 1944
Els premis d'aquest any es van anunciar oficialment el 1946.

### 1945
Els premis d'aquest any es van anunciar oficialment el 1946.

### 1946
- Pàvel Txerenkov: física
- Víktor Ambartsumian: astrofísica
- Serguei Iliuixin: enginyeria aeronàutica
- Mstislav Kéldix: matemàtiques
- Lev Landau: física
- Semion Làvotxkin: enginyeria aeronàutica
- Lazar Liusternik: matemàtiques
- Dmitri Maksútov: 1r grau, òptica astronòmica
- Anatoli Maltsev: 2n grau, per la investigació sobre el Grup de Lie
- Vassili Nemtxínov: matemàtiques
- Pelagueia Kótxina: matemàtiques
- Aleksandr Iàkovlev: enginyeria aeronàutica
- Serguei Vavílov: física
- Lev Zílber: immunologia
- Borís Zbarski, bioquímica
- Nikolai Zelinski, treballà en la química de les proteïnes
- Konstantín Pétrjak i Gueorgui Fliórov: física (2n grau; per descobrir la fissió espontània)
- Mark Veinguérov pel desenvolupament de l'anàlisi de gasos òptics i acústics expressos.[6]
- Valentín Féliksovitx Voino-Iassenetski: medicina[7]
- Anatoli Savin, tecnologia[8]
- Yusif Məmmədəliyev: química
- Ələşrəf Əlizadəe: geologia

### 1947
- Manfred von Ardenne: per un microscopi electrònic de taula
- Gueorgui Beríev: enginyeria aeronàutica
- Nikolai Bogoliúbov: matemàtiques
- Grigori Aizenberg, científic soviètic i rus en el camp de l'electrodinàmica i la transferència d'informació.
- Mikhaïl Gurévitx: enginyeria aeronàutica
- Serguei Iliuixin: enginyeria aeronàutica
- Artiom Mikoian: enginyeria aeronàutica
- Aleksandr Iàkovlev: enginyeria aeronàutica

### 1948
- Nikolai Bernstein: neurofisiologia
- Aleksandr Gapéiev: geologia
- Mikhaïl Gurévitx: enginyeria aeronàutica
- Artiom Mikoian: enginyeria aeronàutica
- Arseni Mirónov: enginyeria aeronàutica
- Semion Làvotxkin: enginyeria aeronàutica
- Aleksandr Iàkovlev: enginyeria aeronàutica

### 1949
- Mikhaïl Gurévitx: enginyeria aeronàutica
- Mikhaïl Kalàixnikov: enginyeria
- Leonid Kantoròvitx: matemàtiques
- Borís Kurtxàtov: radioquímica
- Artiom Mikoian: enginyeria d'avions
- Nikolaus Riehl: primera classe, per a contribucions al projecte soviètic de la bomba atòmica
- Iàkov Zeldóvitx: 1er grau, física: per treballs especials (en realitat, per tecnologia nuclear)
- Anatoli Savin[8]
- Max Taitz: proves de vol d'avions

### 1950
- Víktor Ambartsumian: astrofísica
- Serguei Iliuixin: enginyeria aeronàutica
- Vladímir Afanàssievitx Óbrutxev: geologia
- Alexei Pogorelov: matemàtiques
- Dmitri Skobeltsín: física
- Ília Vèkua: matemàtiques

### 1951
- Heinz Barwich: 2n grau, física
- Gustav Ludwig Hertz: 2n grau, física
- Iuri Krutkov: 2n grau, física
- Ding Ling: 2n greu literatura per "El sol brilla sobre el riu Sanggan"[9]
- Anatoli Savin[8]
- Peter Adolf Thiessen: 1r grau, per tècniques d'enriquiment d'urani
- Borís Vànnikov: administració del programa nuclear soviètic
- Serguei Vavílov: física
- Víktor Vinogràdov: filologia
- Iàkov Zeldóvitx: 1r grau, física – per treballs especials
- Pàvel Ióssifovitx Andróssov: 2n grau, medicina - per l'acoblador anastomòtic.[10]

### 1952
- Pàvel Txerenkov: física
- Serguei Iliuixin: enginyeria aeronàutica
- Aleksandr Nekrasov: enginyeria aeronàutica
- Feodossi Krasovski, (a títol pòstum): per les seves investigacions sobre l'establiment de la forma i la mida de la Terra.
- Léon Theremin: famós per la invenció del Theremín, un dels primers instruments musicals electrònics.
- Serguei Vavílov: física
- Ivan Iefrémov, per Tafonomia i cronologia geològica
- Guri Savin: 2n grau, per a la monografia Concentració de tensió al voltant dels forats, rus: Концентрация напряжений около отверстий
- Ilià Txerniàiev: Química de primer grau
- Borís Xixkin i dos altres; per la Flora de l'URSS
- Lev Landau, Naüm Meiman, Issaak Khalàtnikov: 2n grau, càlculs per al projecte de la bomba atòmica
- Serguei Merguelian: matemàtiques

### 1953
- Manfred von Ardenne: 1r grau, per a contribucions al projecte de la bomba atòmica soviètica
- Nikolai Bogoliúbov: física
- Vitali Guínzburg: 1r grau, física
- Bruno Pontecorvo: física
- Max Taitz: prova de vols amb míssils de creuer
- Vasili Vladimirov: matemàtiques
- Iàkov Zeldóvitx: 1r grau, física, per treballs especials
- Isaak Kalàixnikov: 2a classe pel desenvolupament de RDS-6s i RDS-5

### 1954
- Andrei Sàkharov: : 1r grau, física
- V. Aleksàndrov (rus: Александров В. В.), Iu. Bazilevski (rus: Базилевский Ю. Я.), D. Jutxkov (rus: Жучков Д. А.), I. Liguin (rus: Лыгин И. Ф.), G. Màrkov (rus: Марков Г. Я.), B. Mélnikov (rus: Мельников Б. Ф.), G. Prokudàiev (rus: Прокудаев Г. М.), B. Raméiev, N. Trúbnikov (rus: Трубников Н. Б.), A. Tsigankin (rus: Цыганкин А. П.), Iu. Sxerbakov (rus: Щербаков Ю. Ф.) i L. Lariónova (rus: Ларионова Л.А.) – Equip de desenvolupament de Strelà: 1r grau
- Ígor Tamm: física
- Ígor Kurtxàtov: física

## Guardonats amb el Premi Stalin en literatura i art
El premi Stalin de literatura i arts es va establir a principis dels anys quaranta. Durant tot el període de la seva existència, 1706 persones es van convertit en guanyadores de premis i es van gastar 57,7 milions de rubles en pagaments.
A continuació, s'esmenten les persones que van rebre aquest guardó més d'un cop (guanyadors múltiples).

### Guanyadors de sis premis
- Nikolai Bogoliúbov, Ilià Kopalin, Nikolai Okhlópkov, Konstantín Símonov, Serguei Prokófiev, Ivan Píriev, Iuli Ràizman

### Guanyadors de cinc premis
- Leonid Baràtov
- Vassili Beliàiev
- Leonid Varlàmov
- Ievgueni Vutxétitx
- Aleksei Diki
- Vassili Iefànov
- Oleksandr Kornitxuk
- Kukriniksi
- Maria Ladínina
- Borís Livànov
- Vera Múkhina
- Nikolai Miaskovski
- Mikhaïl Romm
- Konstantín Skorobogàtov
- Lídia Stepànova
- Al·la Taràssova
- Nikolai Tomski
- Fiódor Fedorovski
- Akaki Khorava
- Nikolai Txerkàssov
- Mikhaïl Txiaureli
- Dmitri Xostakóvitx

### Guanyadors de quatre premis
- Ivan Beliakov
- Aleksandr Boríssov
- Nikolai Virtà
- Mikheïl Guelovani
- Aleksandr Geràssimov
- Nikolai Golovànov
- Aleksei Gríbov
- Vladímir Dmítriev
- Víktor Dobronitski
- Natàlia Dudínskaia
- Aleksandr Zrajevski
- Konstantín Zúbov
- Mikhaïl Kédrov
- Olga Lepeixínskaia
- Borís Makasséiev
- Vera Marétskaia
- Samuïl Marxak
- Mikhaïl Oixurkov
- Piotr Pavlenko
- Vladímir Petrov
- Borís Pokrovski
- Vladímir Rapoport
- Serguei Semiónov
- Konstantín Serguéiev
- Víktor Stanitsin
- Irakli Toïdze
- Galina Ulànova
- Iuri Fàier
- Aram Khatxaturian
- Borís Txirkov
- Aleksandr Xelenkov
- Aleksei Sxússev
- Fridrikh Érmler

### Guanyadors de tres premis
- Alfreds Amtmanis-Briedītis
- Veriko Anjaparidze
- Nikolai Ànnenkov
- Mikhaïl Astàngov
- Semion Babaievski
- Gueorgui Bobrov
- Mikhaïl Bolduman
- Vassili Vanin
- Akaki Vassadze
- Wanda Wasilewska
- Piotr Víliams
- Borís Vólkov
- Borís Bóltxek
- Serguei Gueràssimov
- Reinhold Glière
- Ielena Gógoleva
- Vera Davídova
- Mark Donskoi
- Aleksei Duixkin
- Aleksei Iermolàiev
- Mikhaïl Jàrov
- Rostislav Zakhàrov
- Aleksandr Zguridi
- Aleksei Ivanov
- Ígor Ilinski
- Dmitri Kabalevski
- Pàvel Kàdotxnikov
- Eugen Kapp
- Roman Karmén
- Arkadi Koltsati
- Leonid Kosmàtov
- Ielena Kuzminà
- Guiorgui Leonidze
- Maria Maksàkova
- Matvei Mànizer
- Vassili Merkúriev
- Vladislav Mikoixa
- Serguei Mikhalkov
- Ígor Moisséiev
- Iuri Monglovski
- Nikolai Mordvínov
- Mikhaïl Nazvànov
- Gueorgui Nélepp
- Valentín Pàvlov
- Ari Pazovski
- Vera Panova
- Aleksei Popov
- Ióssif Posselski
- Mark Prudkin
- Vsévolod Pudovkin
- Faïna Ranévskaia
- Mark Reizen
- Ígor Sàvtxenko
- Ievgueni Samóilov
- Samuïl Samossud
- Lev Sverdlin
- Nikolai Símonov
- Rubén Símonov
- Mikhaïl Slutski
- Irina Frólovna Sétkina-Nésterova
- Aleksandr Tvardovski
- Eduards Tisē
- Nikolai Tíkhonov
- Aleksei Nikolàievitx Tolstoi
- Vladímir Tómberg
- Natàlia Ujvi
- Vladímir Frolenko
- Borís Khaikin
- Ruvim Khalushàkov
- Nikandr Khanàiev
- Aleksandr Khànov
- Tíkhon Khrénnikov
- Vakhtang Txabukiani
- Dmitry Txetxulin
- Mikhaïl Txulaki
- Iuri Xaporin
- Semion Xkóknikov
- Natàlia Xpíl·ler
- Maksim Xtraukh
- Víktor Eissimont

## Guardonats amb el Premi Stalin per invencions destacades i millores radicals en els mètodes de producció
El premi Stalin per a invencions destacades i millores radicals en els mètodes de producció era una forma de recompensar els ciutadans soviètics pels èxits importants en el desenvolupament tècnic de la indústria soviètica, el desenvolupament de noves tecnologies i la modernització de la producció.
Alguns guanyadors del premi Stalin no s'inclouen a la declaració oficial dels decrets pertinents, aparentment per motius de secret. Les enciclopèdies i llibres de referència així ho indiquen. Borís Zbarski i Veniamín Tsúkerman van ser guardonats amb el Premi Stalin el 1944 i el 1945, respectivament, tot i que els Premis Stalin no es van atorgar oficialment en aquests anys. Per la mateixa raó, la data indicada oficialment d'atorgament del premi de segon grau a Solomon Kàntor (1945) és considerada errònia, ja que el va rebre el 1946.
El 1941, el premi només va ser concedit per invencions destacades; des del 1942, el premi també es va atorgar "per millores radicals en els mètodes de producció".
A continuació, s'esmenten les persones que van rebre aquest guardó més d'un cop (guanyadors múltiples).

### Guanyador de set premis
- Serguei Iliuixin

### Guanyadors de sis premis
- Mikhaïl Gurévitx, Artiom Mikoian, Aleksandr Iàkovlev

### Guanyadors de cinc premis
Nikolai Dúkhov, Andrei Lípgart

### Guanyadors de quatre premis
- Anatoli Aleksàndrov
- Kuzmà Andriànov
- Andrei Bótxvar
- Serguei Vavílov
- Vassili Grabin
- Vassili Degtiariov
- Aleksandr Zaimovski
- Iàkov Zeldóvitx
- Issaak Kikoin
- Vladímir Klímov
- Jozef Kotin
- Ígor Kurtxàtov
- Semion Làvotxkin
- Aleksandr Mikulin
- Grigori Mixenkov
- Fiódor Petrov
- Mikhaïl Sadovski
- Andrei Túpolev
- Ilià Txerniàiev
- Arkadi Xvetsov
- Kiril Sxolkin

### Guanyadors de tres premis
- Abram Alikhànov
- Aleksandr Arkhànguelski
- Nikolai Àstrov
- Aleksandr Belov
- Nikolai Blokhín
- Nikolai Bogoróditski
- Anatoli Brunov
- Piotr Búdnikov
- Konstantín Búrtsev
- Aleksandr Vinogràdov
- Gueorgui Volossàtov
- Ígor Gólikov
- Borís Grékov
- Anatoli Dorodnitsin
- Ievgueni Zababakhin
- Nikolai Zelinski
- Valentín Karguín
- Ivan Knuniants
- Nikolai Kutxerenko
- Lev Landau
- Lev Lóktev
- Trofim Lissenko
- Nikolai Matiuk
- Nikolai Mélnikov
- Vladímir Merkin
- Aleksandr Morózov
- Aleksandr Nudelman
- Ivan Ostoslavski
- Vladímir Pestriakov
- Mikhail Pridàntsev
- Ievgueni Rudiak
- Mikhaïl Russínov
- Andrei Samoilov
- Nikolai Siniov
- Eyyub Tağıyev
- Ievgueni Tarle
- Víktor Tikhomírov
- Aleksei Toptxiev
- Ivan Usiukin
- Aleksandr Férsman
- Vitali Khlopin
- Serguei Khristianóvitx
- Aleksandr Tsélikov
- Veniamín Tsúkerman
- Borís Xavirin